# Lolworth
Lolworth är en by och civil parish i South Cambridgeshire, i Cambridgeshire i England. Folkmängden uppgick till 155 invånare 2011. Den har en kyrka.